# Трифонівська сільська рада
Три́фонівська сільська́ ра́да — адміністративно-територіальна одиниця та орган місцевого самоврядування в Великоолександрівському районі Херсонської області. Адміністративний центр — село Трифонівка.

## Загальні відомості
- Територія ради: 2,083 км²
- Населення ради: 933 особи (станом на 2001 рік)

## Населені пункти
Сільській раді підпорядковані населені пункти:
- с. Трифонівка
- с. Нововасилівка

## Склад ради
Рада складається з 15 депутатів та голови.
- Голова ради: Гончаренко Віра Ростиславівна

### Керівний склад попередніх скликань
| Прізвище, ім'я, по батькові   | Основні відомості                                                                       | Дата обрання | Дата звільнення |
| ----------------------------- | --------------------------------------------------------------------------------------- | ------------ | --------------- |
| Петров Леонід Федосійович     | Сільський голова, 1953 року народження, безпартійний                                    | 26.03.2006   | 31.10.2010      |
| Гончаренко Віра Ростиславівна | Сільський голова, 1956 року народження, освіта середня спеціальна, член Партії регіонів | 31.10.2010   |                 |

Примітка: таблиця складена за даними сайту Верховної Ради України

### Депутати
За результатами місцевих виборів 2010 року депутатами ради стали:

#### За суб'єктами висування
| Суб'єкт висування                                       | Кількість обраних депутатів | %    |
| ------------------------------------------------------- | --------------------------- | ---- |
| Партія регіонів                                         | 5                           | 33,3 |
| Політична партія Всеукраїнське об'єднання «Батьківщина» | 3                           | 20   |
| Соціалістична партія України                            | 3                           | 20   |
| Народна партія                                          | 2                           | 13,3 |
| Комуністична партія України                             | 1                           | 6,7  |
| Самовисування                                           | 1                           | 6,7  |

#### За округами
| № округу                                                | Прізвище, ім'я, по батькові   | Дата визнання обраним | Освіта             | Партійна приналежність             | Відомості про обраного депутата                                       |
| ------------------------------------------------------- | ----------------------------- | --------------------- | ------------------ | ---------------------------------- | --------------------------------------------------------------------- |
| Комуністична партія України                             |                               |                       |                    |                                    |                                                                       |
| 1                                                       | Кравченко Павло Пантелійович  | 01.11.2010            | середня            | член Комуністичної партії України  | пенсіонер                                                             |
| Народна Партія                                          |                               |                       |                    |                                    |                                                                       |
| 4                                                       | Сіменько Віктор Володимирович | 01.11.2010            | середня            | член Народної партії               | ВК «Сільська Родина», водій                                           |
| 9                                                       | Шостенко Людмила Михайлівна   | 01.11.2010            | вища               | позапартійна                       | Трифонівська загальноосвітня школа I-III ст., директор                |
| Партія регіонів                                         |                               |                       |                    |                                    |                                                                       |
| 7                                                       | Москалюк Микола Петрович      | 01.11.2010            | вища               | член Партії регіонів               | ВК «Сільська Родина», головний агроном                                |
| 11                                                      | Решетицька Наталя Миколаївна  | 01.11.2010            | вища               | член Партії регіонів               | Трифонівська сільська рада, землевпорядник                            |
| 12                                                      | Василенко Валентина Іванівна  | 01.11.2010            | середня спеціальна | позапартійна                       | Трифонівський фельдшерсько-акушерський пункт, завідувачка             |
| 13                                                      | Шитіков Віталій Миколайович   | 01.11.2010            | середня            | позапартійний                      | ВК «Сільська Родина», голова                                          |
| 15                                                      | Мельниченко Роман Борисович   | 01.11.2010            | середня            | член Партії регіонів               | ВК «Сільська Родина», механізатор                                     |
| Політична партія Всеукраїнське об'єднання «Батьківщина» |                               |                       |                    |                                    |                                                                       |
| 2                                                       | Продан Роман Валентинович     | 01.11.2010            | середня спеціальна | позапартійний                      | ВК «Сільська Родина», водій                                           |
| 3                                                       | Мисенко Тетяна Миколаївна     | 01.11.2010            | середня спеціальна | позапартійна                       | тимчасово не працює                                                   |
| 5                                                       | Мошкало Марина Василівна      | 01.11.2010            | середня спеціальна | позапартійна                       | Трифонівський ветеринарний пункт, завідувачка                         |
| Соціалістична партія України                            |                               |                       |                    |                                    |                                                                       |
| 6                                                       | Кочерженко Любов Іванівна     | 01.11.2010            | середня спеціальна | член Соціалістичної партії України | ВК «Сільська Родина», ветфельдшер                                     |
| 8                                                       | Мельниченко Любов Григорівна  | 01.11.2010            | середня спеціальна | член Соціалістичної партії України | Трифонівське відділення зв'язку, керівник                             |
| 14                                                      | Попова Раїса Миколаївна       | 01.11.2010            | середня спеціальна | позапартійна                       | ВК «Сільська Родина», завідувачка ферми № 2 та обліковець бригади № 2 |
| Самовисування                                           |                               |                       |                    |                                    |                                                                       |
| 10                                                      | Рожук Микола Іванович         | 01.11.2010            | вища               | позапартійний                      | пенсіонер                                                             |